# 11253 Mesyats
11253 Mesyats è un asteroide della fascia principale. Scoperto nel 1976, presenta un'orbita caratterizzata da un semiasse maggiore pari a 2,2278541 UA e da un'eccentricità di 0,2024295, inclinata di 5,03363° rispetto all'eclittica.